# David Lopes Ramos
David Lopes Ramos (Pardilhó, Estarreja, 26 de janeiro de 1948 - Lisboa, 29 de abril de 2011) foi um jornalista e crítico português.
Frequentou a Faculdade de Direito da Universidade de Coimbra. Ingressou no jornalismo em 1971 na revista Vértice, trabalhou no Diário de Notícias e em O Diário, assinando mais recentemente artigos no Público e Revista de Vinhos.
Foi assessor de imprensa de Vasco Gonçalves e membro da direcção do Sindicato dos Jornalistas.